# Cerodontha downhillensis
Cerodontha downhillensis este o specie de muște din genul Cerodontha, familia Agromyzidae, descrisă de Singh și Ipe în anul 1973. Conform Catalogue of Life specia Cerodontha downhillensis nu are subspecii cunoscute.